# Agrochola deleta
Agrochola deleta är en fjärilsart som beskrevs av Otto Staudinger 1881. Agrochola deleta ingår i släktet Agrochola och familjen nattflyn. Inga underarter finns listade i Catalogue of Life.